# Neptis eurynome
Neptis eurynome är en fjärilsart som beskrevs av John Obadiah Westwood 1842. Neptis eurynome ingår i släktet Neptis och familjen praktfjärilar. Inga underarter finns listade i Catalogue of Life.